# カミザールの乱

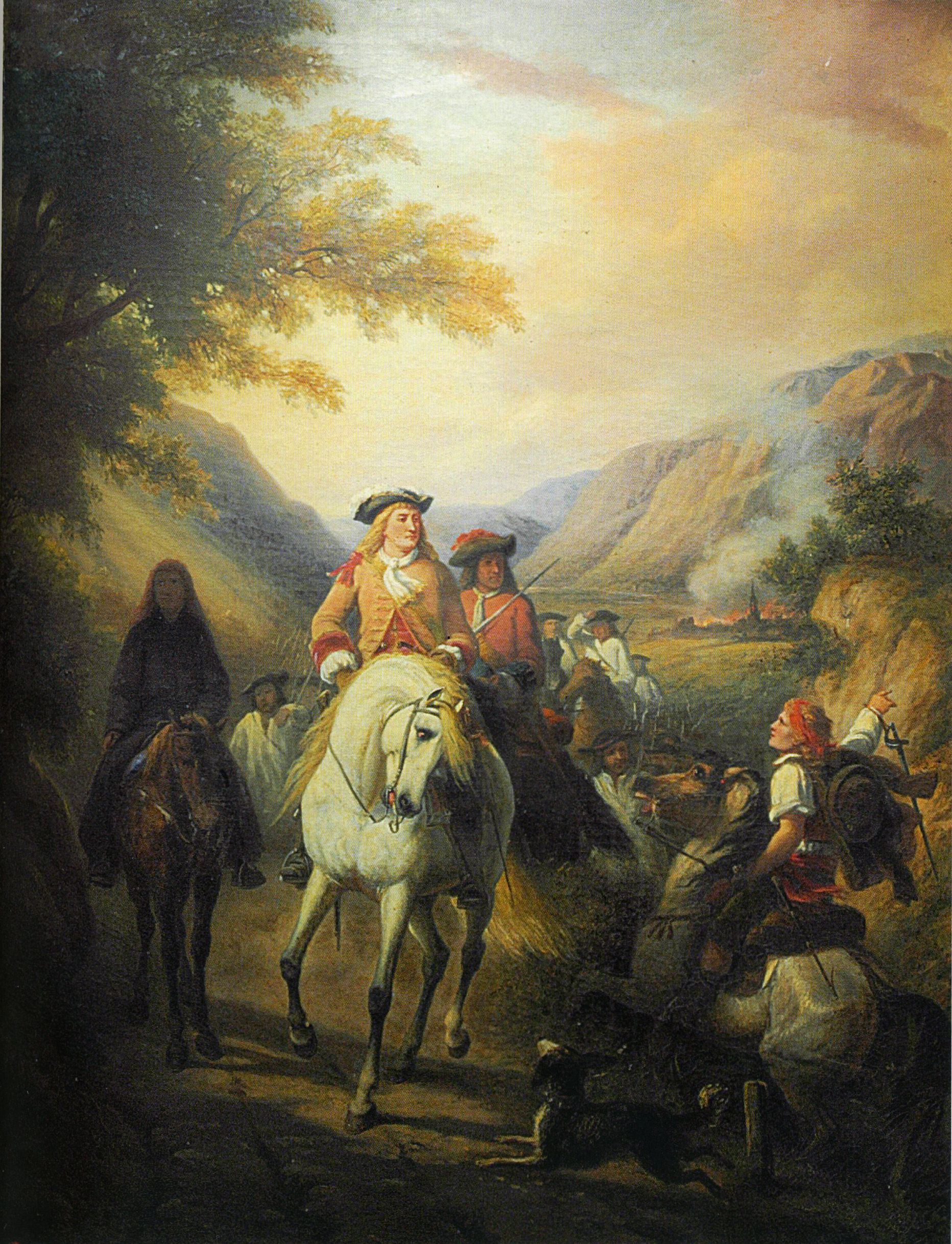
カミザールの首領カヴァリエ

カミザールの乱（フランス語：La guerre des Camisards）とは、1702年から1705年にフランス王国で起こったプロテスタント（ユグノー）の反乱。セヴェンヌ戦争（La guerre des Cévennes）とも呼ばれる。 フランス南部のセヴェンヌ山脈を本拠地として反乱は拡大、国王軍は完全鎮圧に3年を要した。カミザールという名前はプロテスタントの着ていたシャツに由来するという説があるが、後に鎮圧側が白カミザールという部隊を組織すると対比から黒カミザールと呼ばれた。

## 前史
フランス王ルイ14世はプロテスタント弾圧を進め1685年にフォンテーヌブローの勅令を発布、プロテスタントの国外追放及びカトリックへの改宗を促した。これに対し大勢のプロテスタントは国外へ亡命したが、改宗せずフランスに留まる一派もいた。彼らは山や洞窟に隠れて弾圧から逃れる一方、予言と称してバビロンの没落とエルサレムの復活を宣言、セヴェンヌを中心として荒野で民衆への説教を行い信者を増やしていった。
セヴェンヌを含むラングドック総督を1685年から務めていたニコラ・ド・ラモワニョン・ド・バヴィルはこうした事態に対処すべくプロテスタント弾圧を遂行し続け、ガレー船に収容したり火刑、鞭打ちなど容赦無く任務を遂行していった。1698年に説教者で民衆から慕われていたクロード・ブルソンが逮捕・処刑され、1700年にはプロテスタントの詩篇をカトリック聖堂前で唱えた子供達が逮捕され、投獄されたりガレー船に送られると民衆の不満は高まり、予言者が増加して説教を続け、総督側による弾圧が繰り返される悪循環に陥った。

## 戦闘の経過
1702年、バヴィルの補佐役で残虐な弾圧を進めていたシェーラ神父に対して民衆の怒りが爆発、7月24日にシェーラの屋敷を包囲して捕らえた彼を殺害、急遽かけつけたバヴィルと義兄のラングドック方面軍司令官・ブロイ伯ヴィクトル・モーリス・ド・ブロイが実行犯を処刑すると、プロテスタント達は森に隠れて徹底交戦する決意を固め、ピエール・ラポルト（通称ロラン）とジャン・カヴァリエを指導者にしてゲリラで対抗した。対するバヴィル・ブロイ伯は反乱者の家を焼き払ったり追跡しながら宮廷に援軍派遣を要請、当初は軽く見られ相手にされなかったが、1703年になると重大性を理解した宮廷からモントゥルヴェル侯率いる国王軍がセヴェンヌへ派遣された。
モントゥルヴェルは行く先々で虐殺と破壊を敢行、白カミザールという部隊を組織してラングドックを進軍したが、一層プロテスタントの反発を買いゲリラに苦しめられた。反乱側も外国への支援を要請、スペイン継承戦争でフランスと交戦していたイングランド・オランダに支援を要請したが、援助が具体化することは無かった。
翌1704年にヴィラールがモントゥルヴェルに代わりセヴェンヌに赴任、信教の自由を保障する和平交渉を呼びかけ反乱軍を分断する方針に出た。カヴァリエはヴィラールの和睦に乗り、ロランは宮廷がナントの勅令復活を明言しない限り無効だと拒絶したが、カヴァリエはセヴェンヌを退去して宮廷へ向かい、プロテスタント側も急進派を除いて妥協・和睦に踏み切り、徹底抗戦しようとしたロランは味方の裏切りで殺され、反乱は終息へ向かった。
ヴィラールはこの手柄で翌1705年にドイツのライン川戦線へ戻り、ベリック公が交代してラングドックの抗戦派を征討・平定した。

## 影響
カヴァリエは連隊を連れて宮廷に向かったが、処遇に不満を覚えイングランドへ亡命、スペイン戦線でユグノー連隊を連れてアルマンサの戦い（1707年）にイングランド側としてベリック率いるフランス・スペイン軍と交戦、戦後はジャージー島の総督に出世して1740年に回想録を残して亡くなった。予言者達は反乱鎮圧後オランダ・イングランドへ亡命した。